# نو ارغنون
نو ارغنون (انگلیسی: Novum Organum) یا احیاء کبیر: بخش دوم (انگلیسی: Instaurationis Magnae, Pars II) اثری فلسفی از فرانسیس بیکن به زبان لاتین است که در سال ۱۶۲۰ منتشر شد. عنوان این کتاب به اثری از ارسطو به نام ارغنون، که رساله‌ای در باب منطق و قیاس است، برمی‌گردد و دراینجا بیکن در کتاب نو ارغنون رویکردی تازه از منطق را طرح کرده که به‌عقیده او برتر از روش‌های قدیمی است؛ چیزی که به روش بیکن شناخته شد.
در نظر بیکن یافتن ذات یک چیز همان راه ساده فروکاست‌گرایی و استفاده از استدلال استقرایی است.
بر سر لوحه کتاب نقش یک کشتی بادبانی (گالئون) کشیده شده است که از میان ستون‌های افسانه‌ای هرکول که در دو سمت تنگه جبل‌الطارق قرار گرفته‌اند، عبور می‌کند و خروج آن از دریای مدیترانه به اقیانوس اطلس را نشان می‌دهد. دریانوردان ایبرایی با پشت‌سر گذاشتن این دو ستون، که مرز و حدود دریای مدیترانه را مشخص می‌کند، راهی را برای کاوش دنیای جدید در پیش می‌گیرند. بیکن به‌طریق مشابهی نیز امید دارد جستجوگری با شواهد تجربی هم به همین شکل بتواند مرزهای ایده‌های قدیمی علمی را پشت سر بگذارد و راه را برای فهم عمیق‌تری از دنیا و آسمان‌ها فراهم کند.
عبارت پایین صفحه -Multi pertransibunt & augebitur scientia- برگرفته شده از کتاب عهد عتیق (دانیال ۱۲:۴) است و معنی آن این است: «بسیار سفر خواهند کرد و معرفت فزونی خواهد یافت».